# Mélanie Laurent
Mélanie Laurent, född 21 februari 1983 i Paris, 13:e arrondissementet, är en fransk skådespelerska, regissör, manusförfattare och sångerska. 
Utanför Frankrike är Laurent bland annat känd för rollen som Shosanna Dreyfus i Quentin Tarantinos Inglourious Basterds från 2009. Förutom ett 60-tal filmer som skådespelare har Laurent även skrivit och regisserat flera filmer. Kortfilmen De moins en moins blev nominerad till priset för bästa kortfilm vid filmfestivalen i Cannes 2008. 2014 hade hennes långfilm Breathe premiär.
Den 2 maj 2011 släppte Laurent sitt debutalbum En t'attendant i Frankrike via skivbolaget Atmosphériques.

## Filmografi i urval
- 1999 – Bron över Seine
- 2005 – Mitt hjärtas förlorade slag
- 2006 – Infödd soldat
- 2008 – Paris
- 2009 – Inglourious Basterds
- 2009 – Konserten
- 2010 – I gryningens timmar
- 2010 – Beginners
- 2013 – Night Train to Lisbon
- 2013 – Now You See Me
- 2014 – Enemy
- 2014 – Aloft
- 2014 – Breathe (endast regi och manus)
- 2015 – By the Sea
- 2019 – 6 Underground
- 2021 – Oxygène
- 2023 – Murder Mystery 2
- 2024 – Le Déluge

## Diskografi
- 2011 – En t'attendant